# Geoscapheus robustus
Geoscapheus robustus är en kackerlacksart som beskrevs av Johann Gottlieb Otto Tepper 1893. Geoscapheus robustus ingår i släktet Geoscapheus och familjen jättekackerlackor. Inga underarter finns listade i Catalogue of Life.